# ويليام غوبل
ويليام غوبل (بالإنجليزية: William Goebel)‏ هو لاعب كرة قدم أمريكية أمريكي، ولد في 24 يونيو 1887 في سينسيناتي في الولايات المتحدة، وتوفي في 15 فبراير 1960.